# Lies for the Liars
Lies for the Liars — третий студийный альбом американской рок-группы The Used, релиз которого состоялся 22 мая 2007 года.

## Производство и запись
12 сентября было объявлено о том, что барабанщик Брэнден Стейнекерт покинул группу. Однако через день сам Брэнден заявил, что его просто выкинули.
В общей сложности группа записала 19 песен из 40, которые были написаны для альбома. Дин Баттерворт из Good Charlotte сыграл на ударных для записи.

## Релиз
С середины февраля по начало апреля 2007 года группа стала сохэдлайнером в издании 2007 года тура Taste of Chaos. «The Bird and the Worm» стала доступна в стриме 19 марта, на радио появилась 3 апреля. Музыкальное видео на этот трек было выпущено 26 апреля 2007. Сам альбом стал доступен уже 18 мая, а через четыре дня вышел на лейбле. Специальная версия включает немного другие обложки, регистр и буклет на 24 страницы.
Изначально группа должна была выступить на Warped Tour 2007 в конце июня начале июля. Однако Маккрэкен должен был перенести операцию на связках. «Pretty Handsome Awkward» вышел 21 августа. С середины августа до начала октября группа отправилась в тур по США.
Дэн Уайтсайдс совершил тур с группой и позже был объявлен как новый участник.

## Список композиций
Слова и музыка всех песен — The Used.
| №                   | Название                                 | Длительность |
| ------------------- | ---------------------------------------- | ------------ |
| 1.                  | «The Ripper»                             | 2:56         |
| 2.                  | «Pretty Handsome Awkward»                | 3:33         |
| 3.                  | «The Bird and the Worm»                  | 3:46         |
| 4.                  | «Earthquake»                             | 3:29         |
| 5.                  | «Hospital»                               | 2:58         |
| 6.                  | «Paralyzed»                              | 3:14         |
| 7.                  | «With Me Tonight»                        | 3:06         |
| 8.                  | «Wake the Dead»                          | 4:14         |
| 9.                  | «Find a Way»                             | 3:23         |
| 10.                 | «Liar Liar (Burn in Hell)»               | 2:57         |
| 11.                 | «Smother Me» (with hidden track «Queso») | 6:18         |
| Общая длительность: | Общая длительность:                      | 39:50        |

## Позиции в чартах
| Чарт                     | Максимальная позиция |
| ------------------------ | -------------------- |
| Australian Albums Chart  | 5                    |
| Austrian Albums Chart    | 48                   |
| Canadian Albums Chart    | 3                    |
| German Albums Chart      | 61                   |
| New Zealand Albums Chart | 38                   |
| UK Albums Chart          | 39                   |
| US Billboard 200         | 5                    |